# نخستین انسان (فیلم)
نخستین انسان (به انگلیسی: First Man) یک فیلم آمریکایی در ژانر حماسی زندگینامه‌ای درام به کارگردانی دیمین شزل است که در سال سال ۲۰۱۸ اکران شد. فیلم‌نامه این فیلم توسط جاش سینگر و نیکول پرلمن بر اساس کتاب نخستین انسان: زندگی نیل آرمسترانگ، نوشته جیمز آر. هانسن به رشته تحریر درآمده‌است. رایان گاسلینگ در این فیلم در نقش فضانورد آمریکایی، نیل آرمسترانگ ظاهر شده‌است. از دیگر ستارگان فیلم می‌توان به کلر فوی، کوری استول، کایل چندلر و جیسون کلارک اشاره کرد. داستان فیلم در سال ۱۹۶۹ اتفاق می‌افتد و حوادث مأموریت آپولو ۱۱ را با محوریت زندگی نیل آرمسترانگ به تصویر می‌کشد. استیون اسپیلبرگ به عنوان تهیه‌کننده اجرایی با پروژه همکاری داشته‌است.
پرونده ساخت این فیلم نخستین بار در سال ۲۰۰۳ باز شد. در آن زمان از کلینت ایستوود به عنوان گزینه اصلی کارگردانی نام برده می‌شد اما پروژه به سرانجام نرسید. کار ساخت فیلم دوباره از سال ۲۰۱۰ از سرگرفته شد و دیمین شزل برای کارگردانی و رایان گاسلینگ برای بازی در نقش اصلی به پروژه پیوستند. پس از لا لا لند (۲۰۱۶)، این دومین همکاری مشترک گاسلینگ و شزل است. فیلم‌برداری از نوامبر ۲۰۱۷ در آتلانتا آغاز شد.
فیلم برای نخستین بار در هفتاد و پنجمین دوره جشنواره بین‌المللی فیلم ونیز به روی پرده رفت و سپس در ۱۲ اکتبر در ایالات متحده آمریکا به صورت گسترده توسط یونیورسال استودیوز اکران شد. فیلم با ستایش منتقدان همراه شد و به خصوص بازی کلر فوی و رایان گاسلینگ، موسیقی متن، کارگردانی شزل و سکانس فرود بر ماه مورد توجه قرار گرفت. نخستین انسان ۱۰۵ میلیون دلار در سراسر جهان فروش کرد در حالی که بودجه ساختش ۵۹ میلیون دلار بوده‌است. این فیلم در هفتاد و ششمین دوره جوایز گلدن گلوب در دو رشته بهترین موسیقی متن و بهترین بازیگر نقش مکمل زن (برای کلر فوی) نامزد دریافت جایزه شد که توانست جایزه بهترین موسیقی برای جاستین هورویتز را به‌دست آورد. همچنین در نود و یکمین دوره جوایز اسکار، فیلم در چهار رشته بهترین جلوه‌های ویژه، بهترین تدوین صدا، بهترین صداگذاری و بهترین طراحی صحنه نامزد دریافت جایزه اسکار شد که توانست تنها جایزه بهترین جلوه‌های ویژه را به خود اختصاص بدهد.
پس از اکران فیلم، حواشی بسیاری به خاطر نشان ندادن صحنه برافراشتن پرچم آمریکا بر روی کره ماه ایجاد شد که واکنش‌های متفاوتی در پی داشت.

## داستان
سال ۱۹۶۱ و در دوران جنگ سرد و رقابت فضایی میان شوروی و آمریکا، خلبان آزمایشی ناسا، نیل آرمسترانگ هنگام انجام یک پرواز آزمایشی با موشک-هواپیمای ایکس-۱۵ در خارج از جو زمین دچار حادثه شده و به ناچار در بیابان موهاوی فرود می‌آید. همکاران نیل نسبت به او احساس نگرانی می‌کنند زیرا او دو بار دیگر نیز پیش از این دچار حادثه شده بود و به نظر می‌رسد بر روی کار خود تمرکز ندارد زیرا دختر ۴ ساله او به نام کارن به سرطان مبتلا شده‌است. نیل و همسرش جنت تلاش خود را برای درمان دخترشان انجام می‌دهند اما این کار فایده‌ای ندارد و کارن بر اثر ابتلا به سرطان جان می‌بازد.
پس از این تجربه تلخ، نیل تلاش می‌کند تا با تمرکز بر روی کار، از فکر این مسئله بیرون بیاید. نیل برای ورود به پروژه جمنای درخواست داده و موفق می‌شود به گروه دوم فضانوردان ناسا بپیوندد. او در این گروه با افرادی همچون الیوت سی و ادوارد هیگینز وایت آشنا می‌شود که تبدیل به دوستان او می‌شوند. ناسا که در رقابت‌های فضایی با شوروی مغلوب شده، قصد دارد برنامه بزرگی برای جلو افتادن از آن‌ها تدارک ببیند: فرود نخستین انسان بر روی ماه. دیک اسلایتون به عنوان نخستین رئیس بخش فضانوردی ناسا، اجرای پروژه بر عهده می‌گیرد و نیل به همراه چند فضانورد دیگر از جمله باز آلدرین، گاس گریسوم و مایکل کولینز شروع به شرکت در دوره‌های ناسا می‌کند. در این بین، جنت، دومین فرزند خود با نام مارک را نیز به دنیا می‌آورد.
در سال ۱۹۶۵ نیل و خانواده‌اش به هیوستون نقل مکان می‌کنند. ناسا پس از چندین سال تلاش، پروژه جمینای ۸ را کلید می‌زند که نخستین قدم جدی آن‌ها برای تحقق رؤیای فرود بر روی ماه است. در این مأموریت، قرار می‌شود تا نیل به همراه دیوید اسکات به فضا پرواز کرده و در آنجا با یک فضاپیمای دیگر، عمل اتصال و پهلوگیری را انجام دهند. اما پیش از آنکه مأموریت آغاز شود خبر می‌رسد که الیوت سی به همراه چارلز باست در یک مأموریت آزمایشی کشته شده‌اند که این خبر تأثیر بدی بر روی نیل می‌گذارد. نیل که علاوه بر تجربه تلخ مرگ دخترش، در دوران کاری مرگ چند نفر از دوستان خود را تجربه کرده تبدیل به آدمی کم حرف شده‌است. جمینای ۸ رخ می‌دهد. نیل و اسکات به فضا پرواز گرفته و در وهله موفق می‌شوند عملیات را با موفقیت انجام دهند اما وضعیت پایدار نمی‌ماند و فضاپیما با سرعت زیاد شروع به چرخیدن می‌کند. نیل به ناچار، اتصال دو فضاپیما را قطع کرده و به سختی در جزیره اوکیناوا فرود می‌آید. به خاطر اتفاق رخ داده، نیل با اتهام مواجه می‌شود اما ناسا در گزارش خود اعلام می‌کند که نیل را در این اتفاق مقصر نمی‌داند. تلفات زیاد انسانی و غیرانسانی پروژه‌های ناسا، باعث می‌شود تا رسانه‌ها نسبت به آزمایش‌های آن‌ها انتقاداتی شدید داشته باشند که این موضوع کار را برای نیل سخت می‌کند. هم‌زمان نیل وارد پروژه آپولو ۱ می‌شود. در هنگام یکی از مأموریت‌های آزمایشی آپولو ۱، ادوارد هیگینز وایت، راجر بی. چافی و گاس گریسوم در یک انفجار کشته می‌شوند تا اوضاع بر نیل و ناسا بدتر از گذشته شود.
در سال ۱۹۶۷ نیل برای فرماندهی آپولو ۱۱ انتخاب می‌شود. اسلایتون به نیل خبر می‌دهد که او نخستین انسان خواهد بود که بر روی ماه پا خواهد گذاشت. همین‌طور که تاریخ مأموریت نزدیک تر می‌شود، جنت دچار اضطراب بیش تری می‌شود تا آنجا که سعی می‌کند نیل را قانع کند این سفر را قبول نکند. اما نیل می‌گوید که این کار را انجام خواهد داد. شب پیش از رفتن، نیل نزد دو پسرش می‌رود تا با آن‌ها حرف بزند. هنگامی که یکی از پسرانش از او می‌پرسد که آیا او بازخواهد گشت با خیر، نیل پاسخ می‌دهد که هدف همین است اما امکان هر رخدادی وجود دارد. سرانجام، روز موعود فرا می‌رسد. نیل به همراه باز آلدرین و مایکل کولینز به سوی ماه می‌روند. در مأموریتی که ۸ روز به طول می‌انجامد، آن‌ها بالاخره موفق می‌شوند بر روی ماه فرود بیایند. نیل بر روی ماه قدم می‌گذارد و از دو همکار دیگر خود دور می‌شود. او برای مدت طولانی در خلوت خود باقی می‌ماند و سپس به یاد کارن افتاده و شروع به گریه کردن می‌کند. نیل دست بندی که از کارن به یادگار داشت را در فضا رها کرده و رفتن آن را تماشا می‌کند. مأموریت با موفقیت انجام شده و نیل و همکارانش به زمین بازمی‌گردند. خبر این موفقیت بزرگ در ابعاد گسترده در رسانه‌های پخش شده و نیل و دوستانش به شهرتی جهانی می‌رسند.
پس از بازگشت به زمین، به خاطر اطمینان از نبود هرگونه بیماری یا آلودگی، نیل به مدت سه هفته کامل در قرنطینه باقی می‌ماند. جنت به دیدار نیل می‌رود. هردو بدون آنکه حتی یک کلمه به زبان آورند از پشت دیوار شیشه‌ای به هم نگاه کرده و لحظه‌ای احساسی را شریک را می‌شوند.

## بازیگران

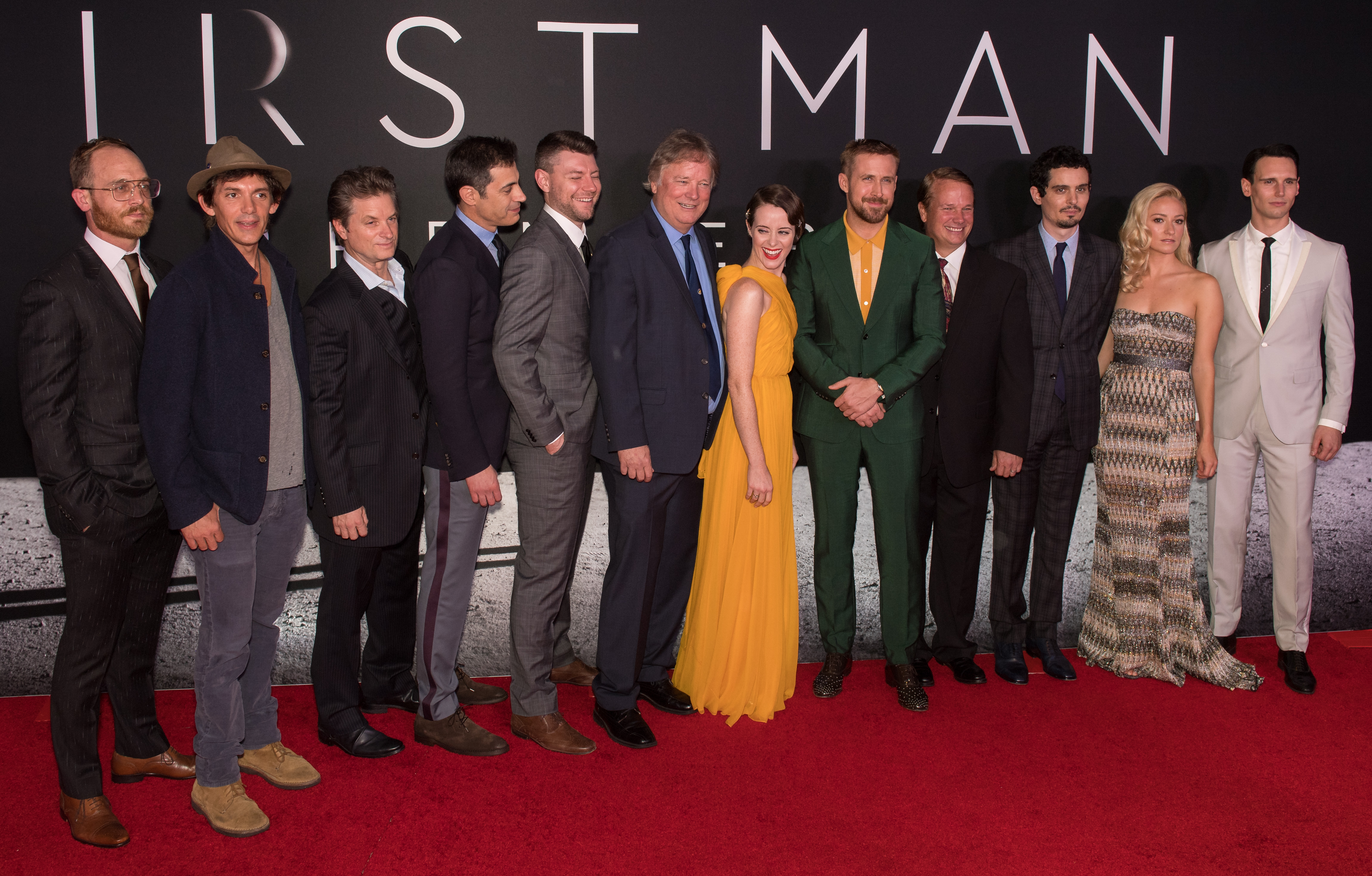
دیمین شزل به همراه گروه بازیگران فیلم در موزه ملی هوافضای اسمیتسونین (اکتبر ۲۰۱۸)

- رایان گاسلینگ در نقش نیل آرمسترانگ، فضانورد آمریکایی و نخستین انسانی که در طی مأموریت آپولو ۱۱ پا به کره ماه گذاشت.
- کلر فوی در نقش جنت شارون، همسر اول نیل آرمسترانگ
- کوری استول در نقش باز آلدرین، فضانورد آمریکایی و دومین انسانی که در طی مأموریت آپولو ۱۱ پا به کره ماه گذاشت.
- کایل چندلر در نقش دیک اسلایتون، خلبان سابق نیروی هوایی آمریکا در جنگ جهانی دوم و نخستین رئیس بخش فضانوردی ناسا.
- جیسون کلارک در نقش ادوارد هیگینز وایت، نخستین فضانوردی که موفق به راهپیمایی فضایی شد. او در طی مأموریت آزمایشی آپولو ۱ کشته شد.
- شیا ویگهام در نقش گاس گریسوم، یکی از هفت فضانورد اصلی آپلو که در طی یک عملیات آزمایش پیش از انجام نخستین مأموریت آپولو کشته شد.
- برایان دارسی جیمز در نقش جوزف ای واکر، همکار و دوست آرمسترانگ و نخستین کسی که موفق به پرواز دو نفره با فضاپیما شد.[۱۰]
- پابلو شرایبر در نقش جیمز لاول، فرمانده آپولو ۱۳ و نخستین نفری که دو بار به ماه سفر کرد. او همچنین نخستین کسی است که چهار بار به فضا پرواز کرد.
- پاتریک فوگیت در نقش الیوت سی، مهندس تست پرواز که جزو گروه دوم فضانوردان ناسا بود.[۱۱]
- کوری مایکل اسمیت در نقش راجر بی. چافی، مسئول کنترل پرواز که در طی مأموریت‌های جمینای ۳ و جمینای ۴ خدمت کرد.[۱۲]
- اسکایلر بیبل در نقش ریچارد اف گوردن جونیور، خلبان جایگزین آرمسترانگ که در مأموریت‌های جمینای ۱۱ و آپولو ۱۲ حضور داشته‌است.[۱۳]
- لوکاس هاس در نقش مایکل کولینز، خلبان آپولو ۱۱ و یکی از افرادی که در طی مأموریت جمینای ۱۰ به فضا سفر کرد.
- جی.دی. اورمور در نقش کریستوفر سی. کرافت جونیور، نخستین فرمانده تیم کنترل پرواز در ناسا که عملیات‌های مرکوری-رادستون ۳ و مرکوری-اطلس ۶ را هدایت کرد. او در مأموریت جمینای ۴ نقش ویژه ای داشت.
- جان دیوید ویلن در نقش جان گلن، یکی از هفت فضانورد اصلی آپولو که نخستین بار به مدار زمین‌مرکزی فرستاده شد و سه بار آن را دور زد.

## ساخت
موضوع ساخت فیلمی با محوریت زندگی نیل آرمسترانگ، نخستین بار در سال ۲۰۰۳ به‌طور جدی مطرح شد. در آن زمان کلینت ایستوود به ساخت این فیلم علاقه نشان داد و حتی با کمپانی برادران وارنر به نتیجه هم رسید. آن‌ها موفق شدند حق ساخت رمان نخستین انسان: زندگی نیل آرمسترانگ نوشته جیمز آر. هانسن را خریداری کنند اما ساخت فیلم به دلایل مختلف لغو شد.
پرونده ساخت فیلم مدتی بسته بود تا اینکه در سال ۲۰۱۰، یونیورسال استودیوز و دریم‌ورکس حق ساخت کتاب را از برادران وارنر خریدند و تصمیم گرفتند فیلمی با اقتباس از آن بسازند. دیمین شزل که برای ساخت ویپلش مورد توجه زیادی قرار گرفته بود برای کارگردان فیلم قرارداد امضا کرد. در ۲۴ نوامبر ۲۰۱۵ خبر رسید فیلم نامه‌نویس برنده اسکار، جاش سینگر کار بازنویسی فیلم‌نامه اقتباسی را برعهده خواهد داشت. مدتی پس از آن نیز اعلام شد که رایان گاسلینگ برای بازی در نقش اصلی انتخاب شده‌است. بدین ترتیب پس از لالا لند، این دومین همکاری شزل و گاسلینگ است. همچنین جیمز آر. هانسن نیز به عنوان تهیه‌کننده اجرایی به پروژه پیوست. کار پیش تولید فیلم به‌طور رسمی از مارس ۲۰۱۷ آغاز شد. شزل دوباره تیم قدیمی خود که در ساخت ویپلش و لالا لند با او همکاری داشتند را دور هم جمع کرد. جاستین هورویتز به عنوان آهنگساز، لینوس ساندگرن به عنوان فیلم‌بردار و تام کراس به عنوان تدوین‌گر از جمله این افراد هستند که هر سه در همکاری‌های قبلی خود با شزل موفق به دریافت جایزه اسکار شدند.

### انتخاب بازیگران
شزل وقت زیادی بر روی انتخاب بازیگرانش گذاشت. در مه ۲۰۱۷ خبر رسید که کلر فوی برای بازی در نقش همسر نیل آرمسترانگ انتخاب شده‌است. در ژوئن ۲۰۱۷ نیز، اعلام شد که کایل چندلر، کوری استول و جیسون کلارک به تیم بازیگران اضافه شده‌اند. در ژوئیه ۲۰۱۷، شیا ویگهام برای بازی در فیلم قرارداد امضا کرد. سپس جان برنثال بود که خبر حضورش در فیلم تأیید شد. یک ماه پس هم برایان دارسی جیمز به پروژه اضافه شد. بالاخره در اکتبر ۲۰۱۷ و پس از پیوستن پابلو شرایبر، پاتریک فوگیت و کوری مایکل اسمیت، تیم بازیگران تکمیل و فیلم وارد مرحله فیلمبرداری شد.

### فیلم‌برداری
لوکیشن اصلی فیلم در آتلانتا واقع در ایالت جورجیا است. کار فیلمبرداری از اواخر اکتبر ۲۰۱۷ آغاز، و در اواسط فوریه ۲۰۱۸ به پایان رسید. شزل و فیلم‌بردارش لینوس ساندگرن، تصمیم گرفتند که فیلم را با سه فرمت ۱۶ میلی‌متری، ۳۵ میلی‌متری و فرمت ۷۰ میلی‌متری آی‌مکس فیلم‌برداری کنند. شزل در سکانس‌هایی که مربوط به داخل فضاپیما بود از فرمت ۱۶ میلی‌متری استفاده کرد، فرمت ۳۵ میلی‌متری نیز در سکانس‌هایی که در خانه آرمسترانگ بود و همچنین صحنه‌های داخلی مربوط به ناسا استفاده شد. اما سکانس‌های فضایی فیلم و به خصوص سکانس طولانی فرود آرمسترانگ بر ماه به فرمت ۷۰ میلی‌متری آی‌مکس فیلم‌برداری شد.
شزل برای ساخت صحنه‌های فضایی فیلم از پرده سبز استفاده نکرد و به‌جای آن دستور داد که تا فضای ۱۰ متر، نمایشگر ال‌ای‌دی در صحنه برافراشته شود تا بدین ترتیب بتوان، تصاویر فضاپیما، زمین و فضا را شبیه‌سازی کند. در کنار نمایشگرها چندین شبیه‌ساز ساخته شد که هرکدام به یک فضاپیما متصل بود. شزل این تکنیک را برای این انتخاب کرد که بازیگرها بیشتر بتوانند نقشی در صحنه داشته باشند و فقط با یک صفحه سبز طرف نباشند. همچنین برای چندین نما از فضای خارج هواپیما از تصاویر مینیاتورها استفاده شد. استفاده نکردن از پرده سبز و تصاویر رایانه‌ای باعث شد تا بودجه فیلم نسبت به آثار دیگری که به فضا مرتبط هستند بسیار پایین‌تر باشد.
تیم تولید برای بازسازی خانه نیل آرمسترانگ از تصاویر واقعی استفاده کرد. آن‌ها در یک فضای خالی نمونه درست مشابه خانه قدیمی آرمسترانگ را به صورت ماکت ساختند. کار بازسازی سطح ماه در یک معدن سنگ در آتلانتا انجام گرفت.

## موسیقی
موسیقی متن نخستین انسان، ساخته جاستین هورویتز است. این چهارمین همکاری بین هورویتز و شزل است. قطعات فیلم به رهبری هورویتز و با همکاری یک ارکستر ۹۴ نفره ساخته شد. هورویتز نوعی سبک موسیقی الکترونیک را برای ساخت موسیقی انتخاب کرد و از ابزارهایی همچون ترمین و سینث‌سایزر موگ در ساخت موسیقی فیلم بهره برد. همچنین از ابزارها و وسایل تقویت‌کننده و تغیر صدا همچون بلندگوی لسلی و اکوپلکس نیز در ساخت موسیقی استفاده شد.
هورویتز پس از خواندن فیلم‌نامه اقتباسی، شروع به ساختن نسخه آزمایشی موسیقی فیلم کرد. او در قطعه‌ای که ساخت از پیانو استفاده کرد. هنگام شروع فیلم‌برداری، وقتی هورویتز موسیقی را برای شزل پخش کرد؛ هردو به این نتیجه رسیدند که این قطعه را به عنوان تم اصلی موسیقی فیلم در نظر بگیرند. هورویتز دربارهٔ جنس موسیقی متن نخستین انسان گفته‌است: «موسیقی فیلم در کنار زیبایی، باید حس تنهایی را به بیننده منتقل می‌کرد. این دقیقاً همان حسی است که به نظرم آرمسترانگ بر روی ماه داشته‌است. او در مکانی قرار گرفته بود که انتهایی نداشت. این تصویر خیلی زیبا و خیلی خیلی تنها است.» شزل دوست داشت تا موسیقی فیلم؛ حال و هوای موسیقی آثار علمی-تخیلی کم‌بودجه دهه ۵۰ و اوایل دهه ۶۰ را داشته باشد. شزل می‌گوید: «آرمسترانگ و دوستانش در ناسا، در زندگی واقعی خود یک پدیده را تجربه کردند که ما آن را علمی-تخیلی می‌دانیم. ما در ذهن خود تصاویری و صداهایی از ماه داریم که نیاز بود درست آن را به بیننده انتقال بدهیم.» شزل ادامه می‌دهد: «داستان فیلم دربارهٔ غم و اندوه است. دربارهٔ کسی که بسیاری از افرادی که دوست داشته را از دست داده‌است، دربارهٔ دردهایی است که این از دست دادن‌ها به او وارد کرده‌است. ما از ساز ترمین در موسیقی فیلم استفاده کردیم زیرا حس از غم را در خود دارد که جهانی است. این دقیقاً همان چیزی است که شما را یاد فضا می‌اندازد. ترمین نوعی صدا شبیه انسان (همچون صدای گریه کردن) را در خود دارد که این باعث شد احساس غم زیادی به من دست بدهد.» هورویتز برای ساخت موسیقی فیلم، شروع به یادگیری ترمین کرد و فهمید که چگونه باید با آن کار کند تا نتیجه نهایی مورد علاقه‌اش باشد. هورویتز در این باره گفته‌است: «ما می‌خواستیم آن را تبدیل به موسیقی الکترونیک کنیم به طوری که صداهای گوش‌خراش و زننده از آن به گوش نرسد. من و ارکسترم تلاش کردیم تا این آواها را باهم ترکیب کنیم و به صدای ملایمی برسیم.»
موسیقی نخستین انسان با استقبال بسیار خوب منتقدان همراه بود و خصوصاً در زمینه تعادل میان قطعات احساسی و قدرتمند آن مورد ستایش قرار گرفت. در هفتاد و ششمین دوره جوایز گلدن گلوب، هورویتز برنده جایزه بهترین موسیقی متن شد. او برای ساخت موسیقی فیلم؛ نامزد و برنده جوایز متعدد دیگری نیز شد.
آلبوم موسیقی فیلم در ۱۲ اکتبر ۲۰۱۸ توسط بک‌لات موزیک منتشر شد.
| فهرست آهنگ | فهرست آهنگ                                  | فهرست آهنگ     | فهرست آهنگ |
| شماره      | نام                                         | هنرمند         | مدت        |
| ---------- | ------------------------------------------- | -------------- | ---------- |
| ۱.         | «ایکس-۱۵»                                   | جاستین هورویتز | ۱:۲۲       |
| ۲.         | «مهندس خوب»                                 | جاستین هورویتز | ۱:۰۶       |
| ۳.         | «کارن»                                      | جاستین هورویتز | ۰:۴۵       |
| ۴.         | «کلبه آرمسترانگ»                            | جاستین هورویتز | ۱:۱۵       |
| ۵.         | «روشن‌فکر دیگر»                              | جاستین هورویتز | ۱:۰۵       |
| ۶.         | «یک ماجراجویی خواهد بود»                    | جاستین هورویتز | ۰:۴۱       |
| ۷.         | «هیوستون»                                   | جاستین هورویتز | ۲:۱۶       |
| ۸.         | «مربی چند محوری»                            | جاستین هورویتز | ۲:۵۴       |
| ۹.         | «نشان کودک»                                 | جاستین هورویتز | ۰:۴۷       |
| ۱۰.        | «راپسودی ماه» (با الهام از موسیقی لس بکستر) | ساموئل هافمن   | ۳:۰۴       |
| ۱۱.        | «نخستین اتصال»                              | جاستین هورویتز | ۱:۲۷       |
| ۱۲.        | «الیوت»                                     | جاستین هورویتز | ۰:۲۸       |
| ۱۳.        | «سکستانت»                                   | جاستین هورویتز | ۱:۴۵       |
| ۱۴.        | «جعبه هیاهو»                                | جاستین هورویتز | ۱:۵۴       |
| ۱۵.        | «جستجوی آجینا»                              | جاستین هورویتز | ۱:۵۱       |
| ۱۶.        | «والس اتصال»                                | جاستین هورویتز | ۳:۲۲       |
| ۱۷.        | «چرخش»                                      | جاستین هورویتز | ۱:۱۵       |
| ۱۸.        | «رهایی ناها»                                | جاستین هورویتز | ۱:۰۵       |
| ۱۹.        | «پت و جنت»                                  | جاستین هورویتز | ۱:۳۴       |
| ۲۰.        | «آرمسترانگ‌ها»                               | جاستین هورویتز | ۲:۲۵       |
| ۲۱.        | «خروج»                                      | جاستین هورویتز | ۱:۱۰       |
| ۲۲.        | «گزارش خبرها»                               | جاستین هورویتز | ۰:۴۲       |
| ۲۳.        | «حال پدر خوب است.»                          | جاستین هورویتز | ۱:۰۳       |
| ۲۴.        | «سفیدی ماه»                                 | لئون بریج      | ۱:۴۸       |
| ۲۵.        | «بسته‌های نیل»                               | جاستین هورویتز | ۱:۲۵       |
| ۲۶.        | «بیانیه احتمالی»                            | جاستین هورویتز | ۱:۵۶       |
| ۲۷.        | «پرواز آپولو ۱۱»                            | جاستین هورویتز | ۵:۵۰       |
| ۲۸.        | «ترانزیت»                                   | جاستین هورویتز | ۱:۰۱       |
| ۲۹.        | «ماه»                                       | جاستین هورویتز | ۱:۰۷       |
| ۳۰.        | «تونل»                                      | جاستین هورویتز | ۰:۵۲       |
| ۳۱.        | «فرود»                                      | جاستین هورویتز | ۵:۳۱       |
| ۳۲.        | «راه ماه»                                   | جاستین هورویتز | ۱:۲۹       |
| ۳۳.        | «خانه»                                      | جاستین هورویتز | ۱:۵۱       |
| ۳۴.        | «دهانه ماه»                                 | جاستین هورویتز | ۲:۰۰       |
| ۳۵.        | «قرنطینه»                                   | جاستین هورویتز | ۲:۱۵       |
| ۳۶.        | «تیتراژ پایانی»                             | جاستین هورویتز | ۴:۱۹       |
| ۳۷.        | «باله سپتامبر» (قطعه اضافی)                 | جاستین هورویتز | ۱:۱۷       |
| مجموع مدت: | مجموع مدت:                                  | مجموع مدت:     | ۶۷:۵۷      |

## اکران
نخستین انسان برای نخستین بار به عنوان فیلم افتتاحیه هفتاد و پنجمین دوره جشنواره بین‌المللی فیلم ونیز و در ۲۹ اوت ۲۰۱۸ به روی پرده رفت. فیلم همچنین در جشنواره فیلم تلیوراید و جشنواره بین‌المللی فیلم تورنتو نیز اکران شد. فیلم در ۱۲ اکتبر ۲۰۱۸ توسط یونیورسال استودیوز به صورت جهانی اکران شد.

## بازخورد

### منتقدان

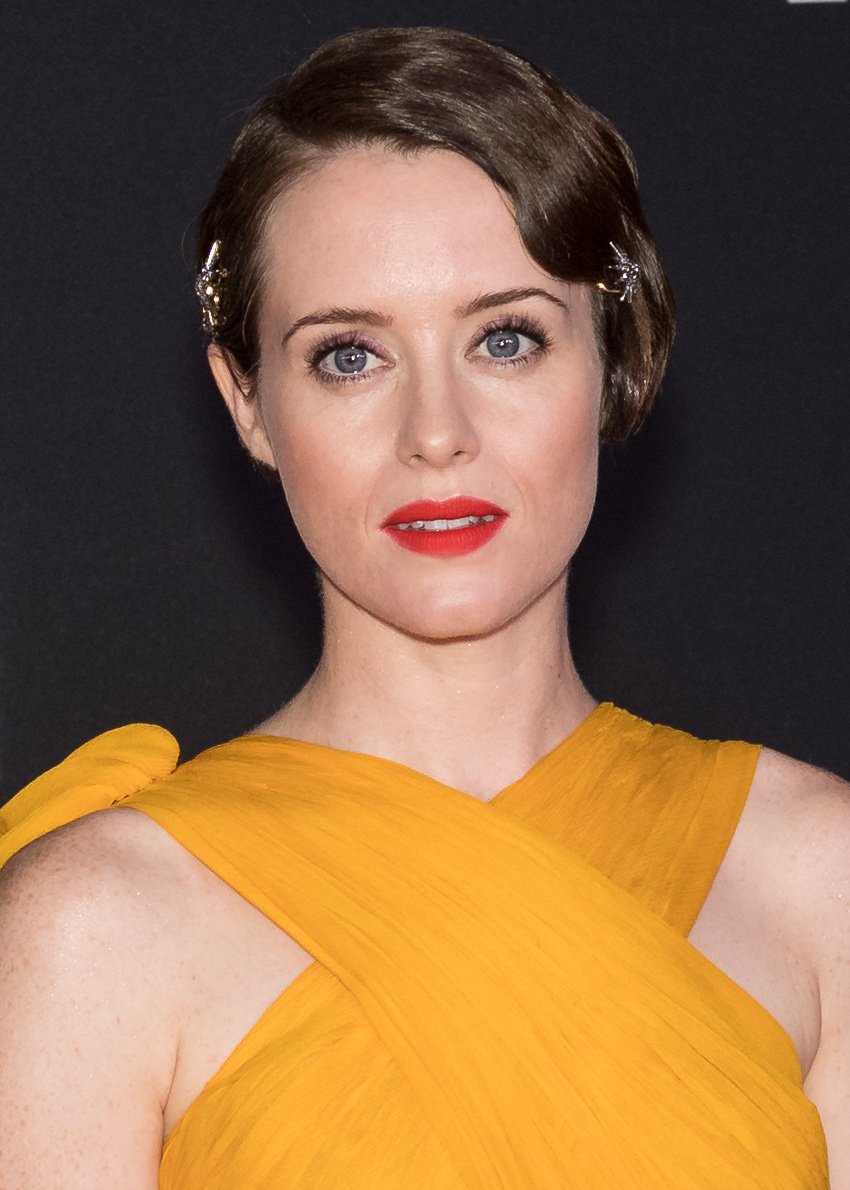
بازی کلر فوی با ستایش منتقدان همراه بود. او برای بازی در این فیلم؛ نامزد جایزه گلدن گلوب شده‌است.

فیلم با واکنش‌های مثبت منتقدان همراه شد. منتقدان از تیم بازیگری و خصوصاً بازی کلر فوی تعریف کردند و کارگردانی شزل را در صحنه‌های فضایی فیلم ستایش کردند. راتن تومیتوز گزارش کرد که ۸۸٪ منتقدان نسبت به فیلم نظر مثبتی داشته‌اند که این درصد از روی ۳۶۳ نقد به دست آمده‌است که در مجموع امتیاز ۸٫۱/۱۰ را نصیب فیلم می‌کند. جمع‌بندی نظرات منتقدان راتن تومیتوز می‌گوید: «نخستین انسان، با تمرکز بر روی عناصر شخصی قصد دارد بخشی از مهم‌ترین تاریخ بشر را به تصویر بکشدو موفق می‌شود مخاطب را در این سفر احساسی با خود همراه کند.» فیلم در سایت متاکریتیک نیز نمره ۸۴ از ۱۰۰ را گرفته که این میانگین از روی ۵۶ نقد به دست آمده که به معنای «ستایش جهانی» است. سینماسکور نیز به فیلم درجه B+ داد. همچنین پست ترک نیز اعلام کرد ۷۹٪ تماشاگران فیلم نظر مثبتی نسبت به آن داشته‌اند.
مایکل نوردین از ایندی‌وایر به فیلم درجه B+ داد. او سکانس پرواز افتتاحیه فیلم، کارگردانی شزل و بازی گاسلینگ را ستود و دربارهٔ فیلم نوشت: «نخستین انسان یک تجربه قدرتمند است که توانسته ما را در تجربه هراسناکی که آرمسترانگ پشت سرگذاشت با خود سهیم کند.» پیتر هاول در تورنتو استار. واکنش مثبتی نسبت به فیلم داشت. او سکانس فرود بر ماه را ستود و آن را اینگونه توصیف کرد: «سکانس فرود سفینه بر روی ماه یک تصویر بلندپروازانه حقیقی است.»." اوون گلایبرمن از ورایتی نظر مثبتی دربارهٔ فیلم داشته‌است. او فیلم را یک «اثر مکاشفه‌آمیز واقع‌گرا» توصیف کرد و دربارهٔ آن نوشت: «نخستین انسان یک درام هیجان‌انگیز پر از خطر است که با وسواس ساخته شده‌است.» نیکلاس باربر در بی‌بی‌سی به فیلم پنج ستاره کامل داد. او بازی گاسلینگ و فوی را از نکات قوت فیلم می‌داند و آن را اینگونه توصیف می‌کند: «اجرای گاسلینگ و فوی در نخستین انسان احتمالاً برای آن‌ها جایزه ای به همراه نخواهد داشت اما آن‌ها باید برنده این جوایز شوند زیرا سختی که این دو در مقابله با نقش‌هایشان داشته‌است آن‌ها را لایق این جوایز می‌کند. این مسئله برای کل این فیلم فوق‌العاده صدق می‌کند.»
ای.او. اسکات در نیویورک تایمز نوشت: «تقریباً همه چیز در این فیلم درست کار می‌کند اما فیلم به طرز عجیبی مورد توجه قرار نگرفت. هروقت به این فیلم فکر کنیم؛ به یاد یک شاهکار فوق‌العاده خواهیم افتاد که ما را با یک مرد جالب و مبهم آشنا می‌کند. این فیلم بسیار دقیق؛ بسیار زمینی و بسیار پرتلاش است.» آنتونی لین در نیویورکر نوشت: «این فیلم ماهرانه و متقاعدکننده به نطر می‌رسد اما اگر نیل آرمسترانگ همان‌طور که فیلم نشان داده، واقعاً چنین آدمی بوده که هنگام قدم برداشتن در ماه گریه می‌کرده‌است، او باید به جای نخستین انسان؛ آخرین انسانی می‌بود که برای رفتن به چنین مأموریتی انتخاب می‌شده‌است.»
فیلم مخالف نیز داشت و بعضی از منتقدان نسبت به روایت بیش از حد احساسی فیلم به آن انتقاد کردند. ریچارد برودی در نیویورکر نوشت: «نخستین انسان یک فیلم گمراه کننده است که سعی دارد تا به اثری کلاسیک دربارهٔ دوران قدیم آمریکا تبدیل شود. فیلم به وسیله یک سیاستمدار ساخته نشده اما به همان میزان محافظه‌کار است. فیلم بنای خود را برپایه یک دیدگاه عاطفی کم رمق بنا می‌کند که فرم آن را از سر و شکل انداخته‌است.» آرماند وایت در نشنال ریویو نظر منفی نسبت به فیلم داشت و دربارهٔ آن نوشت: «شزل، کارگردان فیلم سعی کرده تا تصویری واقعی از سفر آرمسترانگ به ما نشان دهد اما این اتفاق رخ نمی‌دهد. کار شزل در این فیلم بسیار لجوجانه و پر از احساسات خودخواهانه است.»

### جنجال پرچم آمریکا
«در نخستین انسان، من نشان دادم که پرچم بر سطح ماه است اما از آن جا که در آن صحنه اتفاق مهم‌تری در حال جریان است، من تصمیم گرفتم بر روی جزئیات نصب پرچم تمرکز نکنم. دربارهٔ این سؤال که آیا عدم نمایش این صحنه یک بیانیه سیاسی است یا نه… باید بگویم نه! هدف من از ساخت نخستین انسان این بود که بیننده را با جنبه نامعلوم و ناشناخته‌ای که در مسیر مأموریت آپولو ۱۱ اتفاق افتاده‌است آشنا کنم. تمرکز ما در این فیلم بر روی نیل آرمسترانگ است و سعی کردیم تماشاگر را با احساسات او شریک کنیم. این فیلم دربارهٔ یک دستاورد فوق‌العاده نه تنها در تاریخ آمریکا؛ بلکه در کل جهان است. من امید دارم که با گذشتن از این احساسات سطحی بتوانیم درک کنیم که این اتفاق تا چه حد دشوار بوده‌است.»

—دیمین شزل، کارگردان فیلم. دربارهٔ جنجال پرچم آمریکا.
یکی از مشهورترین اتفاقاتی که گفته می‌شود در سفر نیل آرمسترانگ به ماه رخداده، برافراشتن پرچم ایالات متحده آمریکا بر روی کره ماه بوده‌است که عکس‌های متعددی نیز از آن منتشر شده‌است. علی‌رغم اهمیت این موضوع برای تماشاگران آمریکایی، دیمین شزل، کارگردان فیلم از نمایش این صحنه در فیلم خود اجتناب کرد که این موضوع حواشی بسیار زیادی را به همراه داشت، همچنین انتقادهایی از نحوه به تصویر کشیدن شخصیت باز آلدرین در فیلم شده‌است. در ۳۱ اوت ۲۰۱۸ و پس از نمایش موفق فیلم در هفتاد و پنجمین دوره جشنواره بین‌المللی فیلم ونیز، عدم نمایش صحنه برافراشتن پرچم بر روی ماه، با واکنش‌های گسترده‌ای همراه شد. رایان گاسلینگ، بازیگر نقش اصلی فیلم در این باره گفته‌است: «دستاوردهای فضانوردی و علمی خیلی مهم‌تر از آن هستند که به مرز کشورها محدود باشند.»
یک روز پس از اکران فیلم؛ مارکو روبیو، سناتور ایالت فلوریدا با انتشار متنی در صفحه توئیتر خود، عدم نمایش برافراشتن پرچم آمریکا در فیلم نخستین انسان را «حماقت محض» دانست و از سازندگان فیلم برای «نادیده گرفتن یک اتفاق تاریخی» به شدت انتقاد کرد. خانواده آرمسترانگ در طی بیانه ای از شزل حمایت کرند و اعلام کردند: «ما فکر نمی‌کنیم این فیلم، اثری ضد آمریکایی باشد، اتفاقاً کاملاً برعکس است. اما شما با گفته ما کاری نداشته باشید؛ ما همه را تشویق می‌کنیم که به دیدن این فیلم قابل توجه بنشینند و خودشان تصمیم بگیرند.» ویک گادفری یکی از تهیه‌کنندگان فیلم نیز در طی گفتگویی با ددلاین هالیوود اعلام کرد: «این صحنه در فیلم گنجانده نشده‌است زیرا شزل تصمیم داشت که تصویری واقعی و عاطفی از نیل آرمسترانگ در این سفر ارائه دهد.» در ۴ سپتامبر ۲۰۱۸، دونالد ترامپ؛ رئیس‌جمهور وقت آمریکا در طی مصاحبه‌ای با روزنامه دیلی کالر نسبت به نشان ندادن پرچم آمریکا واکنش منفی نشان داد و گفت: «من این فیلم را نخواهم دید. این مایه تاسف است. اینگونه به نظر می‌رسد که آن‌ها (سازندگان فیلم) از موفقیت آمریکا خجالت می‌کشند که آن را نشان نمی‌دهند و به نظرم این وحشتناک است.» همچنین پس از افتتاحیه نسبتاً ضعیف ۱۶ میلیون دلاری و فروش کمتر از انتظار فیلم در گیشه، بعضی از تحلیل‌گران، مسئله نشان ندادن پرچم و اختلافی که بر سر این قضیه وجود داشت را عامل فروش کم فیلم دانستند. در مقابل، گروهی نیز با این نظر مخالفت کرده و معتقد هستند فروش فیلم ربطی به این مسئله ندارد.

### جنت آرمسترانگ
نخستین انسان به خاطر پرداختن به جنت آرمسترانگ، همسر نیل آرمسترانگ و نقش او به عنوان یک شخصیت مرکزی مورد توجه جهانی قرار گرفت. جنت، چندماه پیش از اکران فیلم از دنیا رفت.